# Bente Pedersen
Bente Pedersen, född 22 mars 1961 i Storfjord, Norge är en norsk författare, som bor i Skibotn
Hon är utbildad lärare och har jobbat som författare på heltid sedan 1989.
Hon har skrivit många historiska bokserier, till exempel Raija (40 böcker), Tre systrar (66 böcker), Rosa (35 böcker), Trollkvinne (14 böcker), Sara (6 böcker), Liljene (3 böcker) och Huset Arent (22 böcker). Pedersen har också skrivit många fristående böcker:
- Mannen som fløy (1999)
- Vi står han av (2004)
- Best uten ball? (2005)